# Bitwa pod Słupskiem
Bitwa pod Słupskiem – bitwa stoczona  w początkach 1259 roku, pomiędzy wojskami księcia  gdańskiego Świętopełka a siłami koalicji książąt pomorskich Warcisława III i Barnima I Dobrego, księcia wielkopolskiego Bolesława Pobożnego oraz biskupa kamieńskiego Hermana von Gleichen
Około roku 1258 doszło do zbliżenia politycznego pomiędzy Świętopełkiem i księciem kujawskim Kazimierzem. Koalicja od zawsze wrogich Wielkopolsce książąt zmusiła Bolesława Pobożnego szukania sojuszników wśród władców Pomorza Zachodniego. Warcisław III oraz książę szczeciński Barnim I prowadzili wspólną politykę wobec gdańskiego księcia. Na początku 1259 roku książęta pomorscy zorganizowali wyprawę przeciw Świętopełkowi, którą wspomógł swymi oddziałami nieobecny podczas wyprawy Bolesław. Na czele wojsk pomorsko-wielkopolskich stanął Warcisław, a z pomocą militarną podążył biskup kamieński Herman von Gleichen. 
Jak wskazuje Rocznik Kapituły Poznańskiej, wojska koalicji dotarły do bliżej nieokreślonej  wsi Kamień pod Słupskiem, gdzie rozbiły obóz. Warcisław, pozostawiwszy tabory pod wodzą biskupa kamieńskiego, ruszył z akcją zaczepną przeciwko Świętopełkowi. Akcja ta miała na celu grabież okolicznych terenów oraz zapobieżeniu kontratakowi sił gdańskich. Książę gdański uniknął bezpośredniej konfrontacji z przeważającymi siłami Warcisława i uderzył na słabsze oddziały pozostawione w obozie. Atak dał piorunujący efekt. Siły wielkopolskie oraz biskupa kamieńskiego nie sprostały Świętopełkowi, a cały obóz wraz z łupami wpadł w ręce sił gdańskich. Osłabiony i pozbawiony taborów Warcisław zmuszony został do zawrócenia wyprawy.    

## Literatura
- Marcin Hlebionek Bolesław Pobożny i Wielkopolska jego czasów,  wyd. AVALON 2010, str. 82-83